# Maldita Parentela
Maldita Parentela é uma peça teatral brasileira, escrita por França Júnior em 1871. É uma comédia em um ato. A peça está publicada nos Cadernos de Teatro, número 55, onde consta a seguinte nota:
Em Maldita Parentela, França Júnior
“se impõe como um bom discípulo de
Martins Pena, analisando aspectos e tipos de nossa vida burguesa e pondo em
conta os transtornos e preocupações que os parentes pobres e humildes causam às
pretensões sociais da gente rica. Vale ainda hoje como um aspecto fisionômico das
recepções da burguesia de fim do século passado, já com a cidade dividida em
zonas pobres e ricas, no destempero de uma sociedade originária do reinado de
um imperador impetuoso e apaixonado, e contida na severidade singela de seu
sucessor. O original manuscrito pertence à Biblioteca do Serviço Nacional de
Teatro e vem rubricado pelo Conservatório Dramático com autorização para
representação, o que nos leva a crer tenha a mesma sido apresentada em alguma “festa
artística” ou espetáculo de grupos amadores, como era comum na época”. (Daniel
Rocha)

## Sinopse
Damião faz uma festa em sua casa com a pretensão de apresentar Marianinha, sua filha, a Joaquim Guimarães, dono de um armazém, a quem deseja lhe casar. Mas ela é apaixonada por Aurélio, um homem órfão e pobre. Nessa festa também vai a parentela de Raimunda, mulher de Damião que era pobre.

## Personagens
- Damião
- Raimunda
- Marianinha
- Joaquim Guimarães
- Dr. Aurélio
- Hermenegilda Taquaraçu de Miranda
- Cassiano Vilasboas
- Major Basílio
- Desidério José de Miranda
- Laurindinha
- Cocota